# Oreocossus
Oreocossus is een geslacht van vlinders van de familie houtboorders (Cossidae).

## Soorten
- O. grzimeki Yakovlev, 2011
- O. gurkoi Yakovlev, 2011
- O. kilimanjarensis (Holland, 1892)
- O. occidentalis Strand, 1913
- O. politzari Yakovlev & Saldaitis, 2011
- O. ungemachi Rougeot, 1977